# Fuente de la Belleza
La fuente de la Belleza (en catalán: font de la Bellesa) es una escultura situada en el distrito de Sants-Montjuïc de Barcelona, en la plaza de Dante. Obra de Josep Llimona de 1925, fue colocada en el contexto de la urbanización de la montaña de Montjuïc efectuada para la celebración de la Exposición Internacional de 1929. Esta obra está inscrita como Bien Cultural de Interés Local (BCIL) en el Inventario del Patrimonio Cultural catalán con el código 08019/1756.

## Historia y descripción

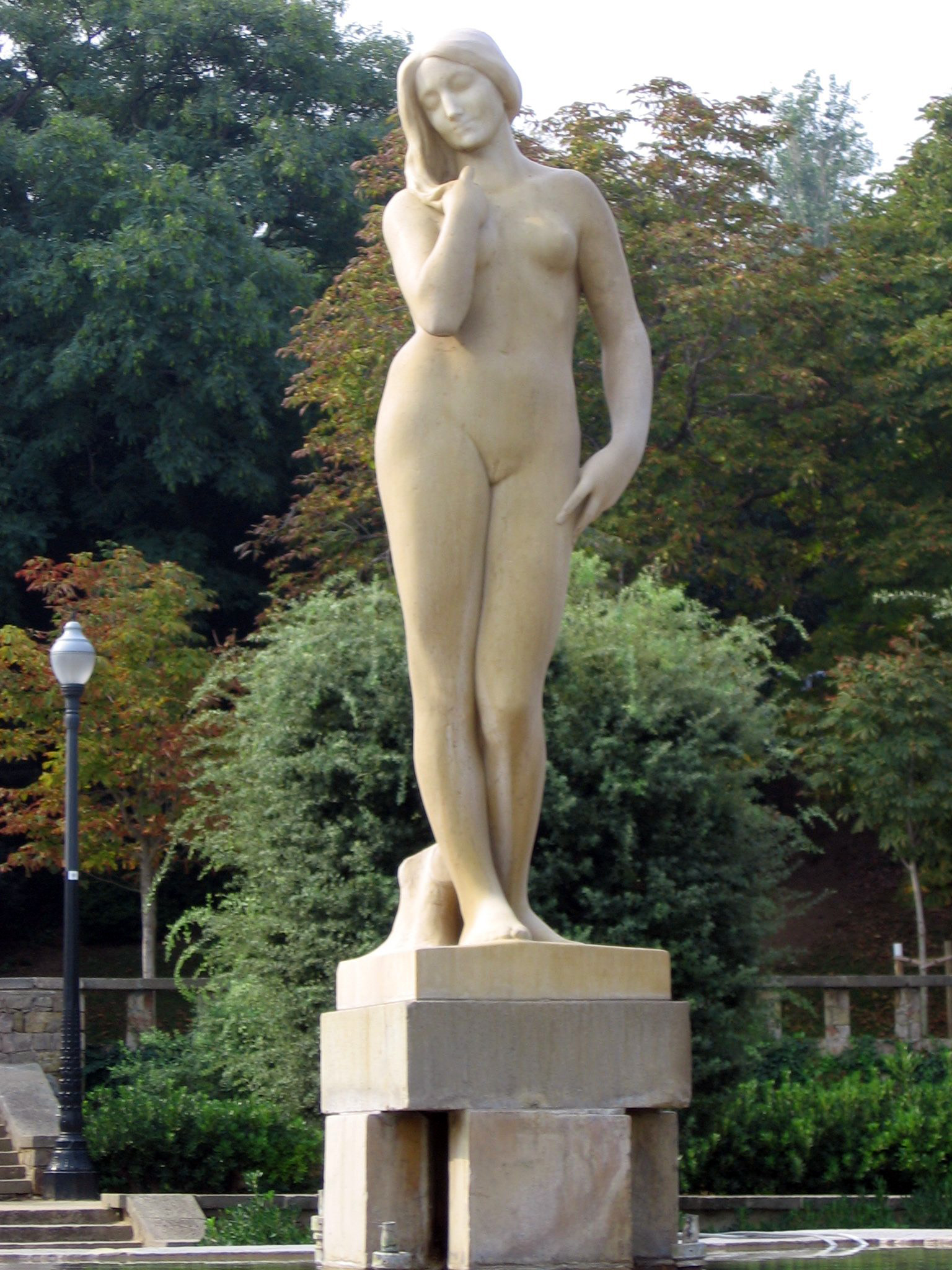
Detalle de la escultura.

Esta fuente se encuentra en la plaza de Dante, en la entrada a los jardines de Joan Brossa, antigua ubicación del parque de atracciones de Montjuïc. Emplazada en una rotonda en medio de la plaza, consta de un estanque circular, sobre el que se sitúa un segundo nivel de cuatro fuentes, de forma cuatrilobulada, y un tercero de cuatro costados cóncavos. Sobre este último, y encima de un pedestal, se encuentra la escultura de la Belleza, un desnudo femenino realizado en mármol blanco, que se encuentra rodeado de surtidores de agua. Se trata de un diseño de Llimona realizado unos años antes, del que hizo varias versiones. La elegante figura de la joven se halla en contrapposto, con el brazo derecho doblado apoyando la mano en el hombro, sobre el que se reclina la cabeza. La esbeltez de la figura sugiere una constitución más nórdica que mediterránea, en una época en que esta última era el prototipo estético de la corriente de moda, el novecentismo, como se denota en la obra de Aristide Maillol o Josep Clarà. Por ello, pese a la fecha de realización y la habitual adscripción de esta obra al novecentismo, la ejecución de Llimona parece inspirarse más en el modernismo de sus años de juventud.